# Drouette
La Drouette est une rivière française coulant dans les départements des Yvelines et d'Eure-et-Loir, en régions Île-de-France et Centre-Val de Loire, et un affluent droit de l'Eure, donc un sous-affluent du fleuve la Seine.

## Étymologie
Le nom de « Drouette », originellement « la Droue », dérive d'une racine hydronymique dur-, dora, qui signifie  « cours d'eau ».

## Géographie
Longue de 39,7 kilomètres, la Drouette prend sa source au lieu-dit Saint-Benoit, au nord-est l'étang de la Tour, dans la commune d’Auffargis (Yvelines), à 174 m d'altitude, et coule en direction du sud en traversant l'étang d'or, puis en arrosant les communes d'Orcemont et d'Orphin, avant de bifurquer vers l'ouest, traversant les communes d'Émancé, puis entrant en Eure-et-Loir, Droue-sur-Drouette, Épernon, Hanches, Saint-Martin-de-Nigelles et Villiers-le-Morhier où elle se jette dans l'Eure, à 90 m d'altitude environ. À Épernon, elle reçoit sur sa rive droite, la Guéville et la Guesle, deux rivières naissant aussi dans la commune de Rambouillet et longues chacune de 17 kilomètres.

### Communes et cantons traversés
Dans les deux départements d'Eure-et-Loir et des Yvelines, La Drouette traverse les treize communes suivantes, de l'amont vers l'aval, de Auffargis (source), Vieille-Église-en-Yvelines, Sonchamp, Rambouillet, Gazeran, Orcemont, Orphin, Émancé,Droue-sur-Drouette, Épernon, Hanches, Saint-Martin-de-Nigelles, Villiers-le-Morhier (confluence).
Soit en termes de cantons, La Drouette prend source dans le canton de Rambouillet, conflue dans le canton d'Épernon, dans les arrondissements de Rambouillet et de Chartres, dans les intercommunalités Rambouillet Territoires et communauté de communes des Portes Euréliennes d'Île-de-France.

### Toponymes
En 1932, la commune de Droue d'Eure-et-Loir a pris le nom de Droue-sur-Drouette pour se distinguer de son homonyme de Loir-et-Cher. Plus récemment, en 2001, la Drouette a donné son nom à la communauté de communes du Val Drouette qui réunissait les communes de Droue-sur-Drouette, Épernon, Gas, Hanches et Saint-Martin-de-Nigelles.

### Bassin versant
Son bassin versant est de 240 km2. Le Drouette traverse les cinq zones hydrographiques suivantes « L'Eure du confluent de la Voise (exclu) au confluent de la Drouette (exclu) » (H410), « La Drouette du confluent de la Guesle (exclu) au confluent de l'Eure (exclu) » (H413), « La Drouette de sa source au confluent de la Guesle (exclu) » (H411), « La Guesle de sa source au confluent de la Drouette (exclu) » (H412), « L'Eure du confluent de la Drouette (exclu) au confluent de la Maltorne (exclu) » (H414).

### Organisme gestionnaire
Depuis le 1er janvier 2024, l'organisme gestionnaire est le SMDVA (Syndicat mixte de la Drouette, de la Voise et de leurs affluents), issu de la fusion du SMVA (Syndicat mixte de la Voise et de ses affluents) et du SM3R (Syndicat mixte des trois rivières).
Le SM3R réunissait avant 2024 le syndicat de la Drouette (5 communes adhérentes en Eure-et-Loir), le syndicat de Gazeran (11 communes) et le SIVOM de Rambouillet (4 communes), complété par le SMAGER ou Syndicat mixte d'aménagement et de gestion des étangs et rigoles sur la partie amont du bassin versant de la Drouette.

## Affluents
La Drouette a huit tronçons affluents référencés. Deux affluents sont de rang de Strahler trois et de plus de cinq kilomètres :
- la Guéville (rd[note 2]), 17,2 km[8],
- la Guesle (rd), 17,2 km[9],

Deux autres affluents sont de rang de Strahler supérieur à un soit avec affluents :
- le ruisseau de l'Étang de la Plaine 3 km de rang de Strahler deux avec un affluent :
  - le Fossé 01 de la Commune d'Orphin 1 km
- le fossé 01 de la commune de Villers-le-Morhier 2 km de rang de Strahler trois avec un affluent :
  - le fossé 02 de la commune de Villers-le-Morhier 1 km
    - le fossé 03 de la commune de Villers-le-Morhier 1 km

Les quatre affluents de rang de Strahler un, c'est-à-dire sans affluent, et de longueur inférieure à cinq kilomètres sont :
- le ruisseau de la Vigne 4 km
- le fossé 04 de la commune de Sonchamp 2 km
- le fossé 03 de la commune de Sonchamp 1 km
- le fossé 01 de la commune de Rambouillet 2 km

### Rang de Strahler
Donc le rang de Strahler de la Drouette est de quatre par la Guesle ou la Gueville

## Hydrologie
La Drouette est une rivière fort peu abondante. Son régime hydrologique est dit pluvial océanique.

### La Drouette à Saint-Martin-de-Nigelles
Son débit a été observé depuis le 1er décembre 1987 , à Saint-Martin-de-Nigelles, à 100 m d'altitude, tout près de son confluent avec l'Eure . Le bassin versant de la rivière y est de 231 km2, ce qui représente plus de 95 % de sa totalité.
Le module de la rivière à Saint-Martin-de-Nigelles est de 0,88 m3/s.
La Drouette présente des fluctuations saisonnières de débit peu importantes, à l'instar des autres affluents de l'Eure. Les hautes eaux se déroulent en hiver et se caractérisent par des débits mensuels moyens allant de 1,12 à 1,28 m3/s, de décembre à mars inclus (avec un maximum en janvier). Les basses eaux ont lieu en été, de juillet à septembre inclus, avec une baisse du débit moyen mensuel allant jusqu'à 0,510 m3/s au mois d'août, ce qui reste très confortable pour une aussi petite rivière. Cependant les fluctuations peuvent être plus prononcées sur de plus courtes périodes, et les niveaux fluctuent d'après les années.

### Étiage ou basses eaux
Le VCN3 peut chuter jusque 0,300 m3/s, soit 300 litres par seconde, en cas de période quinquennale sèche, ce qui n'est toujours pas sévère.

### Crues
Les crues de cette petite rivière à bassin réduit sont peu importantes mais nullement inexistantes. Les QIX 2 et QIX 5 valent respectivement 7,0 et 11,0 m3/s. Le QIX 10 est de 13,0 m3/s, le QIX 20 de 16 m3/s et le QIX 50 de 19 m3/s. Quant au QIX 100, il n'a pas été calculé, faute de durée d'observation suffisante.
La hauteur maximale instantanée a été de 2 450 mm ou 2,45 m le 1er juin 2016. Le débit instantané maximal enregistré a été de 29,5 m3/s le 1er juin 2016, tandis que le débit journalier maximal était de 26,2 m3/s le 1er juin 2016. En comparant la valeur du débit instantané maximal à l'échelle des QIX de la rivière, il apparaît que cette crue était d'ordre centennal, et donc relativement peu fréquente.

### Lame d'eau
Au total, la Drouette est une rivière médiocrement abondante. La lame d'eau écoulée dans son bassin versant est de 120 millimètres annuellement (contre 138 mm/an pour l'Eure), ce qui est franchement faible, valant nettement moins de la moitié de la moyenne d'ensemble de la France tous bassins confondus, mais surtout inférieur à la lame de la totalité du bassin de la Seine (240 millimètres/an). Le débit spécifique (ou Qsp) de la rivière atteint 3,8 litres par seconde et par kilomètre carré de bassin.

## Aménagements et écologie

### Histoire
En 1685, lors de la construction du canal de l'Eure, dont le but était de capter les eaux de l'Eure en amont de Pontgouin à destination du château de Versailles, le cours de la Drouette fut modifié sur 12 km par Vauban entre Épernon et son point de confluence avec l'Eure à Villiers-le-Morhier, afin de transporter les matériaux nécessaires à la réalisation de l'aqueduc de Maintenon, et notamment le grès des carrières de Droue-sur-Drouette.

### Forêt de Rambouillet

La Drouette, d'amont en aval
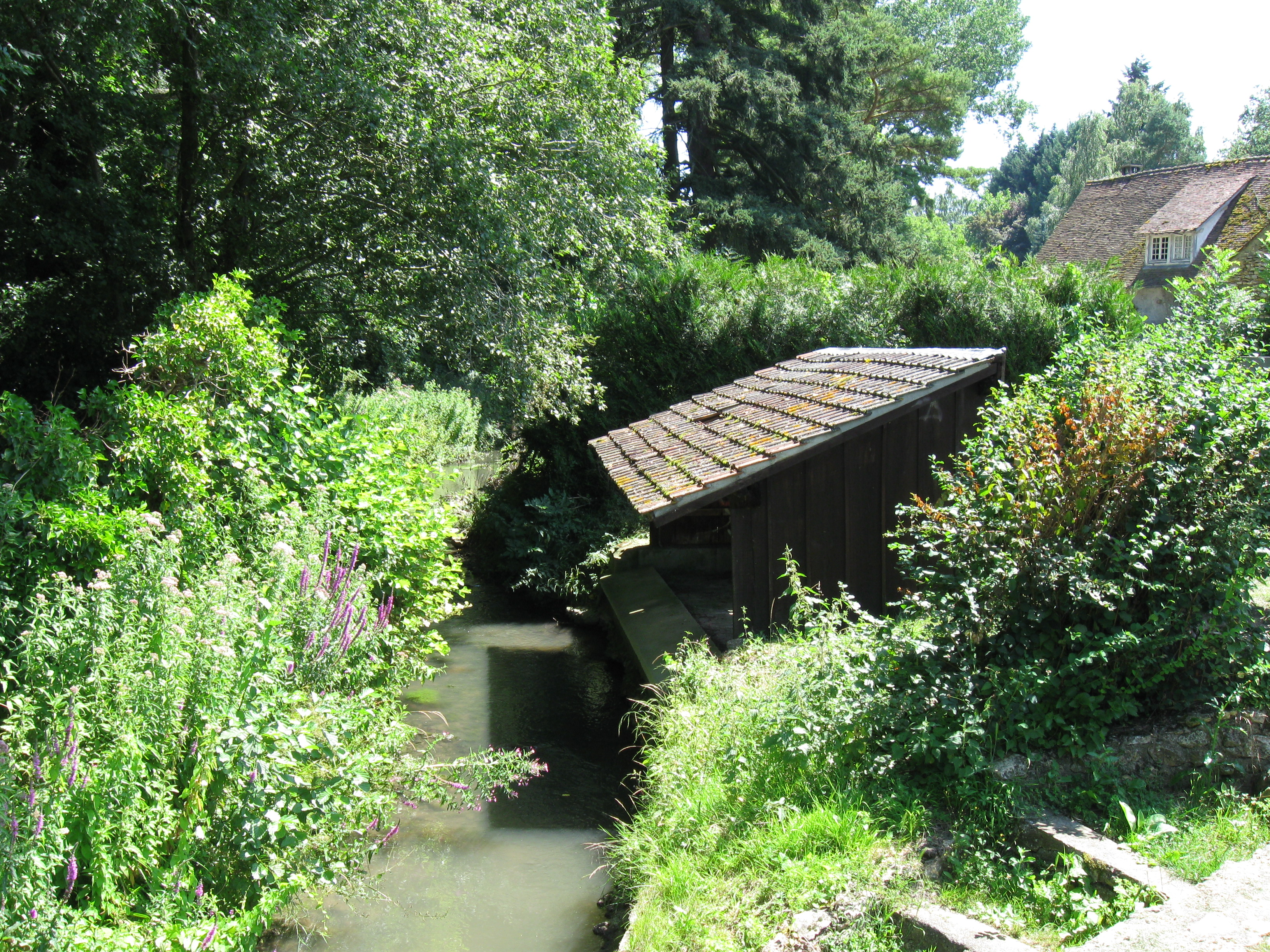
Émancé, Yvelines.
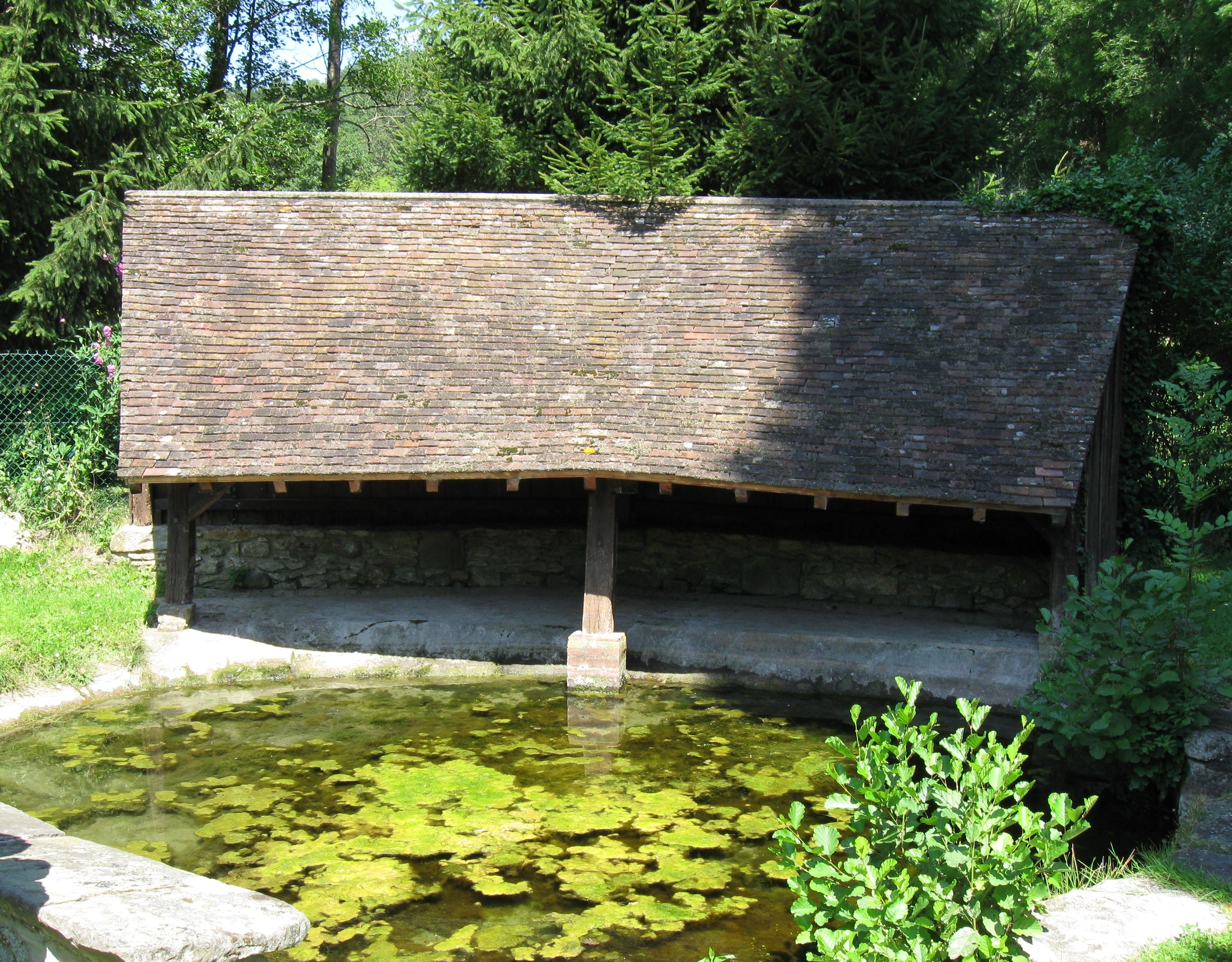
Droue-sur-Drouette, Eure-et-Loir.
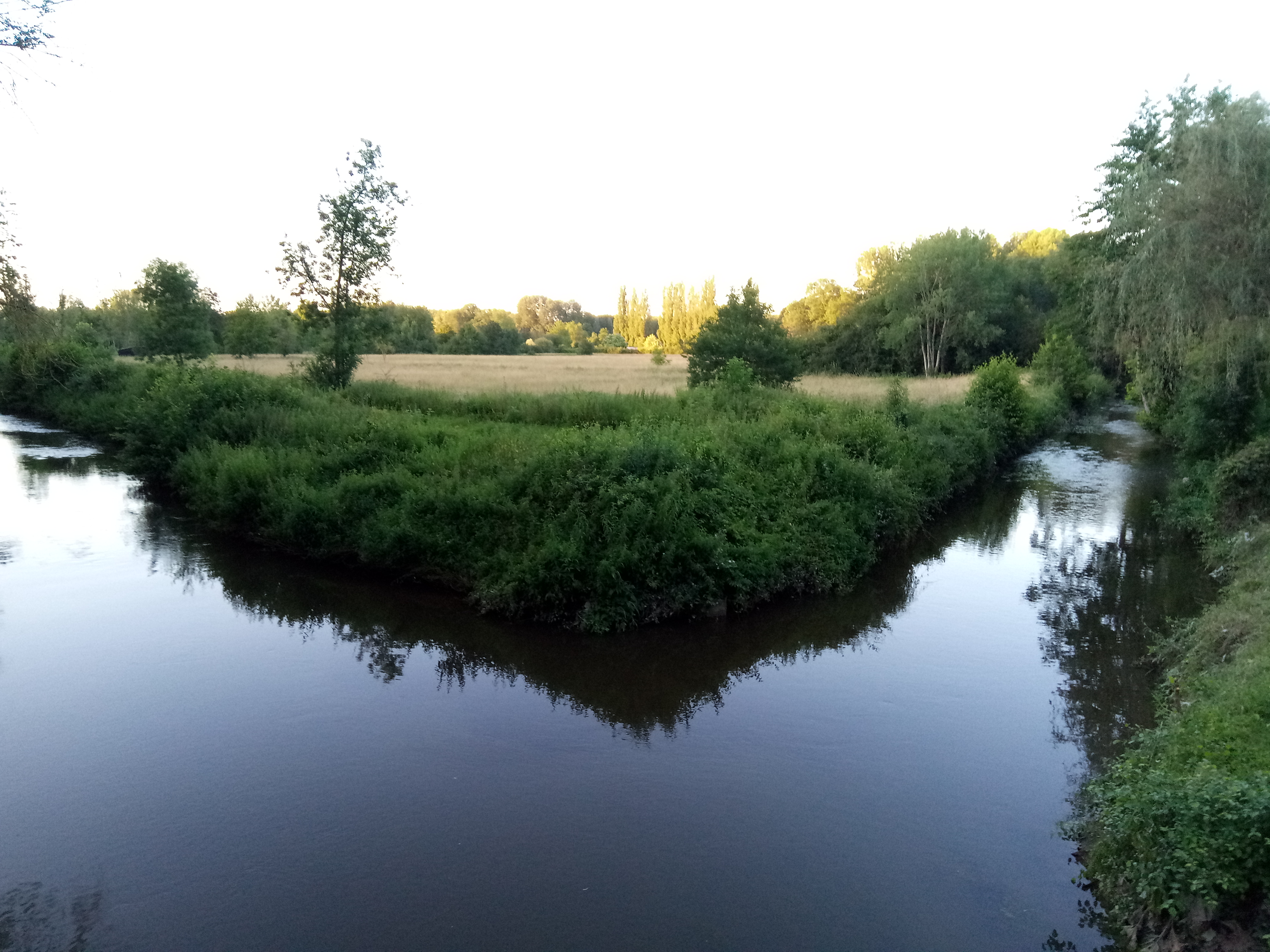
Confluent avec l'Eure à Villiers-le-Morhier, Eure-et-Loir.